# Laura Palmer
Laura Palmer – postać fikcyjna z serialu telewizyjnego Davida Lyncha i Marka Frosta Miasteczko Twin Peaks, grana przez Sheryl Lee.

## Fabuła
Laura Palmer zostaje zamordowana przed rozpoczęciem właściwej akcji i pilota serialu – jej ciało owinięte folią zostało odnalezione wcześnie rano 24 lutego 1990 roku przez Pete'a Martella (męża właścicielki tartaku w Twin Peaks – Catherine Martell), na brzegu jeziora Black Lake, przy ujściu rzeki Wind River w Twin Peaks w stanie Waszyngton. Próba rozwikłania zagadki jej morderstwa jest osią główną akcji serialu, stanowiąc cel napędzający fabułę.
Palmer pojawia się pośrednio we wspomnieniach, i bezpośrednio, w snach i scenach metafizycznych w Poczekalni (albo Przedsionku) Czarnej i Białej Chaty. Można ją zobaczyć także na słynnym zdjęciu portretowym, filmie VHS jej przyjaciółki Donny Hayward i sekretnego chłopaka Jamesa Hurleya. Jej głos słyszymy z taśm magnetofonowych, adresowanych do jej terapeuty. Laura zginęła w nocy z 23 na 24 lutego 1990 ('89) roku w jednym z opuszczonych wagonów niedaleko miejsca, gdzie znaleziono jej zwłoki. Na miejscu zbrodni odkryto jej krew, kopczyk ziemi o średnicy około pół metra, z medalionem w kształcie połowy serca na szczycie i skrawkiem papieru obok. Na papierze napisane było krwią mordercy „OGNIU KROCZ ZE MNĄ” (ang. „FIRE WALK WITH ME”). W chwili śmierci miała skończone 17 lat (16 lat z wersji z '89 – Laura urodziła się 22 lipca 1972 roku).
Laura Palmer na pozór jest zwyczajną licealistką, wyróżniającą się z grona rówieśniczek urodą (miss szkoły), popularnością oraz wynikami w nauce (nagroda specjalna dla uczennicy, która pięciokrotnie z rzędu uzyskała najwyższe wyniki). Obraz dobrej uczennicy i przykładnej dziewczyny z dobrego domu, która udziela się społecznie, spotyka się z kapitanem drużyny futbolowej i pracuje po godzinach w sklepie perfumeryjnym, jest jednak fałszywy. Laura prowadziła podwójne – a jak się potem okazuje, potrójne, a nawet poczwórne – życie. Wielokrotnie zdradzała swojego chłopaka, nieobce było jej nocne życie, prostytucja, czy uzależnienie od kokainy.
W toku akcji serialu mowa jest o odkrytym, tzw. „sekretnym” (prawdziwym) pamiętniku Laury (w przeciwieństwie do innego, drugiego – ale pierwszego odnalezionego w serialu – tzw. „fałszywego”, mającego odwrócić uwagę). Oprócz opisu jej podwójnego życia zawiera on relacje o przemocy (seksualnej i psychicznej) i krzywdach, jakich doznała ze strony tajemniczej osoby, którą nazywa (lub która każe się nazywać) BOBem.
BOB molestował Laurę od 12. roku życia, ta odreagowując zaczęła szukać pocieszenia w narkotykach i seksie, pogrążając coraz bardziej siebie oraz niekiedy innych (czasami celowo – np. swojego oficjalnego chłopaka, którego zmusiła do handlu kokainą, żeby mieć do niej nieograniczony, tani dostęp). Według jednej z interpretacji, Laura krótko przed swoją śmiercią odkrywa prawdę, że BOB to nazwa obsesji, bliska chorobie psychicznej – jej ojca, Lelanda – cenionego prawnika i podpory lokalnej społeczności, który „opętany” BOBem m.in. molestował i gwałcił własną córkę, a po odkryciu przez nią okrutnej prawdy, zamordował ją, aby ukryć swoją podwójną naturę.
Według innej interpretacji BOB jest demonem, szatanem, duchem albo pozaziemską formą życia, obcym – w tym sensie osobnym, świadomym bytem pochodzącym z Czarnej Chaty z indiańskich legend – który nawiedzał, opętywał sensu stricto i w inny sposób posługiwał się Lelandem do własnych celów, Laura zaś zginęła dlatego, że była zbyt silna, aby BOB mógł ją w pełni „przejąć” (mógł wpływać na nią tylko w ograniczonym stopniu). Leland twierdzi, że BOB przyszedł do niego, kiedy był małym dzieckiem.
Po wyznaniu win (morderstw Laury, Maddy Ferguson oraz Teresy Banks, zgwałcenia i usiłowania zabójstwa Ronette Pulaski, wieloletniego molestowania i gwałcenia Laury, wieloletniego potajemnego narkotyzowania swojej żony Sarah, co spowodowało u niej psychozę i sprowokowało zdolności parapsychiczne) na skutek udanej próby samobójczej Leland Palmer umiera w areszcie. Wcześniej szczęśliwie wyzwala się spod wpływu BOBa i uwolniony, chwilę przed śmiercią, ma wizję, w której martwa córka wybacza mu wszystko i wita go w życiu pozagrobowym.
Mający premierę w 2017 roku 3 sezon Twin Peaks rzuca nowe światło na postać Laury Palmer. Wydarzenia z 8 odcinka sugerują, że Laura miałaby być istotą nadprzyrodzoną, manifestacją dobroci, co czyniłoby ją przeciwieństwem BOBa. Detonacja bomby atomowej na pustyni w Nowym Meksyku w 1945 przyciąga postacie z Czarnej Chaty takie jak Judy czy BOB. W reakcji na to wydarzenie Olbrzym w swojej siedzibie (być może jest to Biała Chata) z pomocą Senority Dido stwarza Laurę Palmer, a następnie wysyła ją na ziemię w okolice Twin Peaks. Według pewnych teorii Laura jako wcielone dobro miała być kontrą dla złych mocy jednak deprawacja jakiej uległa za sprawą BOBa sprawiła, że zeszła na złą drogę. Do samego końca opierała się jednak oprawcy, który pragnął "smakować jej ustami".  Działania Agenta Coopera w 3 sezonie i jego obsesja na punkcie przywrócenia dziewczyny do życia może być potwierdzeniem tego jak dużą wagę w rozgrywce między dobrem, a złem ma postać Laury Palmer.

## Popkultura
Postać Laury Palmer zaznaczyła swoją obecność w kulturze masowej. Popularny stał się zwrot „To ja zabiłem Laurę Palmer”, co wykorzystano komercyjnie: sprzedano tysiące T-shirtów z tym tekstem.